# Ergezio
Ergezio (in greco antico: Ἐργέτιον?, Ergentium) è un'antica città dei Siculi menzionata da Filisto, in Stefano di Bisanzio, da Polieno nei suoi Stratagemmi e in maniera più marginale da numerosi altri storici antichi. La sua posizione attualmente non è stata identificata.

## Notizie storiche

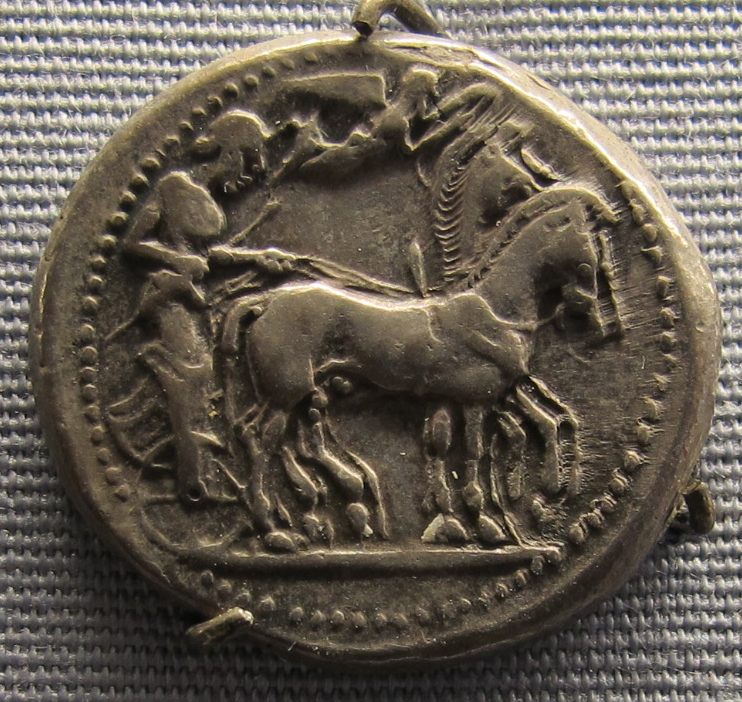
Tetadracma di Gela

Di Ergezio, come per la quasi totalità dei centri indigeni, si hanno pochissime notizie storiche. Dalle fonti d'epoca greca sappiamo che Ippocrate per conquistarla escogitò uno stratagemma. Polieno narra che il tiranno geloo era legato agli abitanti di Ergezio da un'alleanza: una symmachia che però egli ad un certo punto tradì lanciandosi alla conquista dei centri Siculi.
Ippocrate mostrandosi uomo magnanimo davanti agli Ergetini li convinse ad entrare tra le file del suo esercito: dava loro la paga migliore, li lodava oltremodo, guadagnandosi sempre più la loro fiducia. Poi una notte, quando tutti gli uomini in grado di combattere lo accompagnarono, egli condusse gli Ergetini in mare, ponendoli su delle barche, tra le onde. Nel frattempo si diresse tramite la pianura della Lestrigonia nell'entroterra, in una Ergezio ormai priva di difese; la conquistò mentre gli Ergetini erano bloccati sulla costa, poi, una volta presa, diede ordine ai Geloi e ai Camarinesi di uccidere gli Ergetini.
L'attacco alla cittadina sicula accadde dopo la cessione di Camarina da parte dei Siracusani a Gela, poiché tra le file dei soldati di Ippocrate rivolti contro Ergezio vi si potevano contare numerosi Camarinesi; segno che la ex-colonia corinzia era ormai posta alle dipendenze dei Geloi.
Ergezio dovette continuare ad esistere come centro abitato anche in epoca romana, poiché Plinio il Vecchio la nomina tra le civitates stipendiariae. Tito Livio informa che Ergezio nelle guerre romano-puniche si schierò al fianco dei Cartaginesi. Sono state ritrovate inoltre delle monete attribuite ad Ergezio, le quali mostrano un'affinità evidente con la coniazione della città di Nasso calcidese; per Luigi Pareti le monete di Ergezio sono di stampo attico-euboico.
Tolomeo menziona una città in Sicilia chiamata Σεργέντιον: Sergentium ma non è sicuro se essa sia da identificare con Ergezio.

## Localizzazione

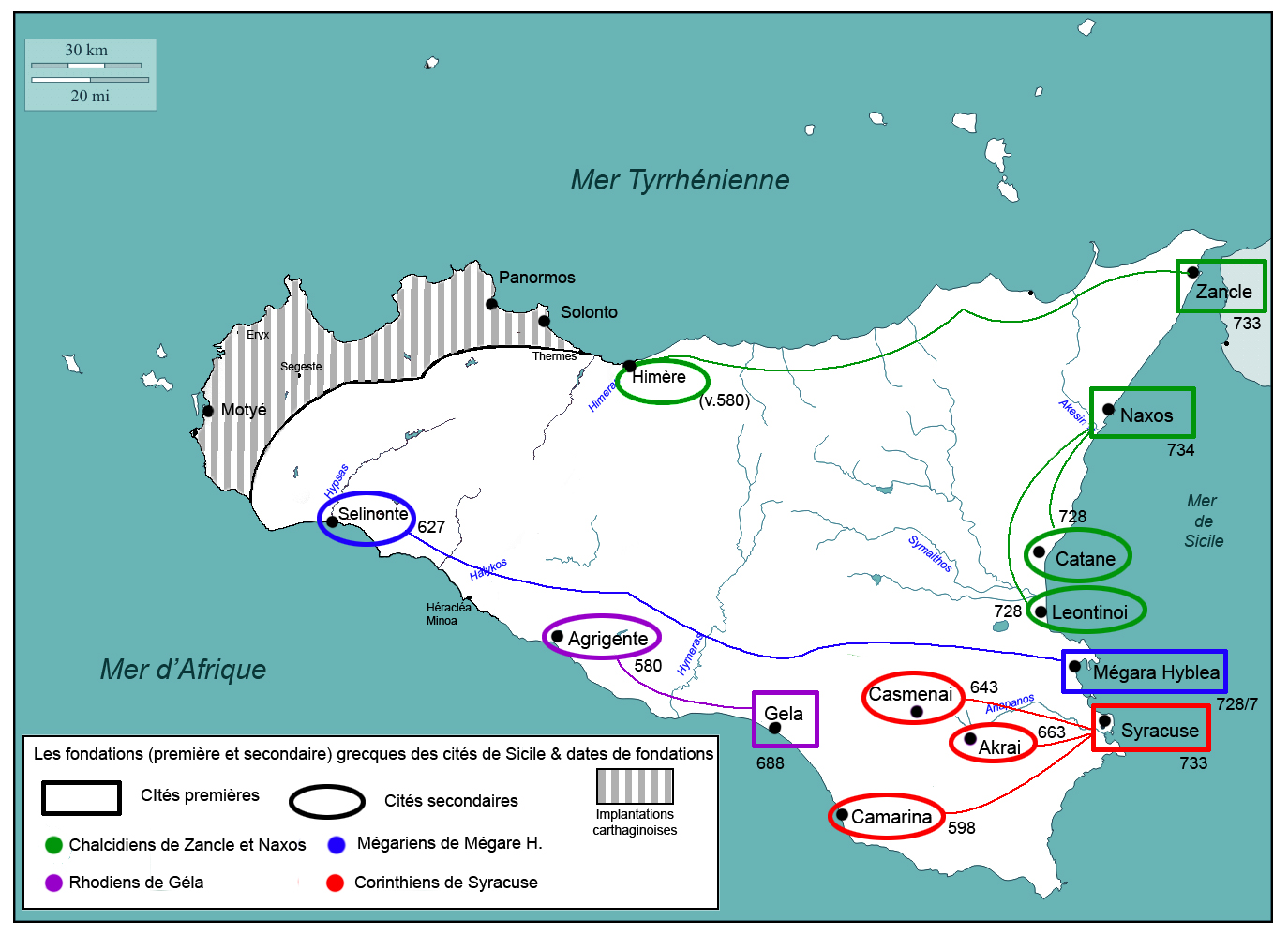
Quadro geopolitco nella Sicilia di V secolo a.C.

Secondo Polieno il tiranno Ippocrate di Gela la raggiunse, con l'intento di conquistarla, passando attraverso la Piana Lestrigonia, la quale sarebbe collocabile nei pressi di Lentini. Tito Livio la menziona insieme a Ibla: altra città dei Siculi la cui collocazione è controversa ed incerta.
Silio Italico la menziona quando parla dell'assedio romano di Siracusa insieme a Engyon e Adranon: la prima di incerta collocazione, la seconda, fondata da Dionisio I di Siracusa, sita nel catanese alle falde del monte Etna. Anche se lo storico latino non sembra seguire un ordine topografico, resta significativo che egli menzioni Ergezio tra le città più vicine a Siracusa e la nomini con una città che in maniera certa è stata identificata nel lato nord-orientale dell'isola.
Stando a queste informazioni si è sostenuto che Ergezio potesse sorgere tra la parte settentrionale dei monti Iblei e le falde dell'Etna; una teoria che in passato ebbe molto seguito fu quella di localizzare Ergezio, e con lei la vicina Ibla, nell'area dell'attuale Paternò.
Un'importante testimonianza sulla localizzazione dell'antica città è data dall'itinerario dei theoroi delfici: il documento, databile alla prima metà del II secolo, nomina -sembrerebbe in ordine topografico - le città di Camarina, Ibla, Ergezio, Noai e Assoro. Noai (conosciuta anche come Nea, Nomea, Nummn, Nauna) è di difficile identificazione: Diodoro Siculo dice che fu spostata da Ducezio, re dei Siculi, il quale trasferendo la sua popolazione dal colle su cui sorgeva la riedificò su di una pianura, ma null'altro si evince dalla descrizione diodorea riguardo alla sua collocazione. Alcuni identificano Noai con Noto (a sud-ovest degli Iblei, nel siracusano) e poco distante vi sorge Pantalica, da alcuni identificata come la possibile antica Ergezio, ma anche come la possibile Ibla e la capitale dei Siculi: in sostanza un sito di grande valore archeologico, per i suoi imponenti resti, ma dalle origini storiografiche quanto mai incerte.
(Collection de l'Ecole française de Rome, vo. 27, ed. 2, 1976, pp. 616-16.)
L'itinerario dei theoroi non riesce a dissipare in maniera soddisfacente i dubbi sulla localizzazione di Ergezio, ma ipotizzando che essi si stessero riferendo ad un percorso che da sud, partendo da Camarina, andava sviluppandosi verso nord, giungendo ad Assoro, nel mezzo sarebbe possibile individuarvi Ibla, Ergezio e Noai; non troppo distanti l'una con l'altra e inquadrabili in un'area che dai monti Iblei, torreggiando su Siracusa, giungeva a sud del Simeto, fino a Leontini, per poi svoltare verso l'area centro orientale dell'isola.